# Arctobius agelenoides
Arctobius agelenoides là một chi đơn loài nhện trong họ Amaurobiidae. Chúng được James Henry Emerton miêu tả loài năm 1919 và Pekka T. Lehtinen miêu tả chi năm 1967.
Loài này thường phân bố ở Nam Cực.